# Fritz Strobel
Fritz Strobel (* 21. Dezember 1888 in Rehau; † 10. Februar 1972 ebenda) war ein deutscher Politiker der DNVP und der CSU, Landtagsabgeordneter sowie Bürgermeister seiner Heimatstadt.

## Leben und Beruf
Strobel erlernte im elterlichen Betrieb den Beruf des Schuhmachers. Danach war er als Soldat im Ersten Weltkrieg im Einsatz, bis er 1917 aufgrund einer Verwundung aus dem Heer entlassen wurde. Daraufhin übernahm er den landwirtschaftlichen Betrieb seiner Eltern. 1920 wurde er zum Vorsitzenden der Bezirksbauernkammer sowie in die Kreisbauernkammer für Oberfranken gewählt. Im März 1933 wurde er in die Bayerische Landesbauernkammer berufen. In seinem Betrieb war er nunmehr als Holz- und Kohlehändler tätig. Allerdings wurde er in dieser Zeit, aufgrund seiner Tätigkeiten, mehrfach bekämpft und geschädigt. Nach dem Krieg wurde er 1945 zum Bezirksobmann des Bayerischen Bauernbundes ernannt.

## Politik
In der Zeit der Weimarer Republik gehörte Strobel dem Rehauer Stadtrat an, später auch dem Bezirkstag von Rehau. 1925 wurde er zum zweiten, 1931 zum ersten Bürgermeister von Rehau gewählt. 1933 wurde er aus diesem Amt entlassen. Von 1928 bis 1932 gehörte er dem Bayerischen Landtag als Vertreter des Bayerischen Landbundes an.
Nach Kriegsende kehrte Strobel in die Politik zurück, nunmehr als CSU-Mitglied. Ab 1946 war er Fraktionsvorsitzender seiner Partei sowohl im Stadtrat als auch im Kreistag. 1948 wurde er erneut zum ersten Bürgermeister von Rehau gewählt, dieses Amt bekleidete er bis 1963. Daneben war er von 1948 bis 1952 stellvertretender Landrat des Landkreises Rehau.
Bei der Landtagswahl 1946 wurde Strobel in den ersten Bayerischen Landtag der Nachkriegszeit gewählt und gehörte diesem eine Wahlperiode lang bis 1950 an.

## Ehrungen
- 1959: Bundesverdienstkreuz am Bande
- 1963: Ehrenbürger der Stadt Rehau